# Torneo Interbritannico 1980
Il Torneo Interbritannico 1980 fu l'ottantaquattresima edizione del torneo di calcio conteso tra le Home Nations dell'arcipelago britannico. La competizione fu vinta dall'Irlanda del Nord. 

## Risultati
| Data           | Luogo   | Squadra 1        | Risultato | Squadra 2        |
| -------------- | ------- | ---------------- | --------- | ---------------- |
| 16 maggio 1980 | Belfast | Irlanda del Nord | 1 - 0     | Scozia           |
| 17 maggio 1980 | Wrexham | Galles           | 4 - 1     | Inghilterra      |
| 20 maggio 1980 | Londra  | Inghilterra      | 1 - 1     | Irlanda del Nord |
| 21 maggio 1980 | Glasgow | Scozia           | 1 - 0     | Galles           |
| 23 maggio 1980 | Cardiff | Galles           | 0 - 1     | Irlanda del Nord |
| 24 maggio 1980 | Glasgow | Scozia           | 0 - 2     | Inghilterra      |

## Classifica
| Pos | Squadra          | Pti | G | V | N | P | GF | GS |
| --- | ---------------- | --- | - | - | - | - | -- | -- |
| 1   | Irlanda del Nord | 5   | 3 | 2 | 1 | 0 | 3  | 1  |
| 2   | Inghilterra      | 3   | 3 | 1 | 1 | 1 | 4  | 5  |
| 3   | Galles           | 2   | 3 | 1 | 0 | 2 | 4  | 3  |
| 4   | Scozia           | 2   | 3 | 1 | 0 | 2 | 1  | 3  |

## Vincitore
| Campione 1980 Irlanda del Nord |